# Lago Mabel
O lago Mabel é um lago localizado no sul interior da Colúmbia Britânica, no Canadá. É alimentado e drenado pelo rio Shuswap.

## Descrição
Geograficamente esta lago está localizado a sudeste do lago Shuswap, a nordeste do lago Okanagan, e a oeste das Montanhas Monashee, sendo um local muito popular para campismo e pesca.
O lago está orientado aproximadamente de norte a sul, tendo cerca de 35 km de comprimento. O Rio Shuswap que flui do lago Sugar para o extremo sul deste lago, e daqui para oeste até atingir a parte média do lago Mara. Apesar de fazer parte do lago Shuswap, a bacia de drenagem deste rio está incluída no Norte da Rigião de Okanagan.
A área ao redor do lago é montanhosa e pouco povoada. O Parque Provicial do Lago Mabel. está situado na costa do sudeste do lago, e o Parque Provincial dos Rápidos de Skookumchuck, localiza-se no rio Shuswap imediatamente para o oeste do lago. 
A principal via de acesso é a Estrada Enderby-Mabel Lake, que vai de leste a partir de Enderby. A cidade mais próxima é Kingfisher, na saída do lago; a cidade de Mabel Lake fica a sul do lago, perto das cataratas de Shuswap